# Presidio County
Presidio County je okres ve státě Texas v USA. K roku 2010 zde žilo 7 818 obyvatel. Správním městem okresu je Marfa. Celková rozloha okresu činí 9 987 km².